# Mia Hamm
Mariel Margaret Hamm-Garciaparra, född den 17 mars 1972 i Selma i Alabama, är en amerikansk före detta fotbollsspelare. Hon var under flera år rankad som världens bästa kvinnliga fotbollsspelare och var tongivande i USA:s landslag åren 1991–2004.
Hamm är gift med den tidigare basebollspelaren Nomar Garciaparra.

## Meriter
Hamm debuterade i USA:s landslag 1987, den gången blev det 0-0 mot Kina.
Hennes största meriter är OS-guld med landslaget 1996, OS-silver 2000 och OS-guld 2004. Dessutom har hon varit med och vunnit VM två gånger, 1991 och 1999 och tagit två VM-brons, 1995 och 2003. Hamm var också tidigare den fotbollsspelare i världen som gjort flest mål i landslaget, 158 stycken. Rekordet slogs 2013 av Abby Wambach.